# Wajid Shamsul Hasan
Wajid Shamsul Hasan foi um diplomata paquistanês servindo como atual alto comissário do Paquistão para a Inglaterra. Esteve envolvido com a Operação Gerônimo que resultou na morte de Osama bin Laden, no Paquistão, afirmou que o ataque encerrou-se "satisfatoriamente" e que tanto o Paquistão quando os Estados Unidos estiveram envolvidos na operação.